# 刈谷自動車学校
株式会社刈谷自動車学校（かりやじどうしゃがっこう、Kariya driving school）は、愛知県刈谷市にある愛知県公安委員会指定の自動車学校を運営する企業である。

## 取得免許
- 普通自動車免許（MT車・AT車）
- 普通自動二輪車免許（MT車・AT車）
- 大型自動二輪車免許（MT車・AT車）
- 大型特殊免許
- 普通自動車第二種免許（MT車・AT車）

## 所在地
- 愛知県刈谷市小垣江町本郷下10-1北緯34度58分4.1秒 東経136度59分34.4秒 / 北緯34.967806度 東経136.992889度座標: 北緯34度58分4.1秒 東経136度59分34.4秒 / 北緯34.967806度 東経136.992889度

## 交通アクセス
- 名鉄三河線「小垣江駅」から徒歩で約6分。

## グループ企業・グループ校
代表者の加藤真治は他に2社の社長を兼任している。
- 株式会社岡崎南自動車学校
- 株式会社知立自動車学校